# Rita de Cascia
Pour les articles homonymes, voir Rita.
Marguerite Lotti (en italien : Margherita Lotti), appelée sœur Rita de Cascia (en italien : sorella Rita da Cascia) communément simplifiée en Rita, née en mai 1381 à Roccaporena (États pontificaux) et morte le 22 mai 1457 à Cascia (États pontificaux), est une veuve italienne qui fut admise dans l'ordre des Augustines. Elle est connue comme l'avocate des « causes désespérées ». Canonisée en 1900, son corps incorrompu reste dans la basilique Sainte-Rita de Cascia.

## Biographie

### Jeunesse
Margherita, fille unique d'Antonio Lotti et d'Amata Ferri, naquit en 1381 à Roccaporena, hameau de Cascia, dans le diocèse de Spolète, en Ombrie, Italie,. Selon la légende, un essaim d'abeilles blanches aurait tournoyé autour du bébé endormi dans le berceau le lendemain du baptême. Elles lui posaient du miel dans la bouche, sans lui faire le moindre mal. Un homme qui s'était blessé à la main et qui rentrait se faire soigner chez lui voulut chasser les abeilles avec sa main blessée et se trouva mystérieusement guéri. La famille était plus étonnée qu'inquiète. À Laerne (Belgique), on peut voir une statue de sainte Rita entourée d'abeilles.
On sait peu de choses des parents de Rita, sauf qu'ils étaient surnommés « les porte-paix de Jésus-Christ ». Ils jouaient le rôle de médiateurs entre clans et familles, pour essayer de faire oublier les exigences de la vendetta. Cet exemple, Rita ne l'oublia pas. Dès l'âge de 14 ans, elle avait pensé à la vie religieuse, mais ses parents en avaient décidé autrement. Ils avaient arrangé son mariage avec un jeune homme riche et noble du pays, Paolo Mancini. Bien qu'elle les eût suppliés de la laisser entrer au couvent, elle dut l'épouser en 1399 et fut la mère de jumeaux, Giangiacomo Antonio (Giovanni) et Paulo Maria,,. Son époux, Paolo, était prompt à s'emporter et, bien qu'apparemment il se fût adouci depuis la naissance de ses enfants, il s'était fait des ennemis dans la région. Pendant 18 ans elle pria pour que son mari se convertisse. Elle gravissait son calvaire en priant pour la conversion de son indigne époux,,. Une nuit, en 1412, il fut assassiné. Certains récits font état d'un guet-apens, d'autres d'une querelle qu'il aurait provoquée et à l'issue de laquelle il aurait été tué.
Rita continua de se consacrer à ses enfants, mais ces derniers étaient décidés à venger la mort de leur père. Elle tenta de les en dissuader et de leur faire comprendre que ce serait un meurtre. Elle pria pour qu'ils renoncent à leurs desseins et demanda à Dieu qu'Il leur prenne la vie plutôt qu'ils finissent comme leur père,. Six mois plus tard, leurs deux fils moururent de causes naturelles, emportés par une épidémie de peste, après avoir imploré le pardon de leur mère et s'être convertis,.

### Vie religieuse

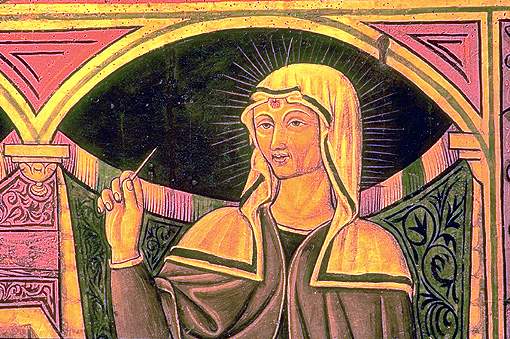
Sainte Rita de Cascia.

En 1420, Rita, à l'aube de la quarantaine, se retrouvait seule. Elle demanda son admission chez les religieuses augustines du monastère Sainte-Marie-Madeleine de Cascia. Elle fut éconduite, car les constitutions de l'ordre interdisaient d'accueillir les veuves. De plus, la famille de son mari et celle de son assassin ne s'étaient pas réconciliées. Le monastère avait peur de représailles. Mais elle insista, et finalement fut admise à une condition : elle devait réconcilier sa famille et les meurtriers de son mari. Elle poursuivit ce but, ce qui s'avéra difficile. Quand les deux clans s'accordèrent mutuellement le pardon devant l'évêque de Cascia (elle avait alors 36 ans), elle fut autorisée à entrer au monastère où elle resta jusqu'à sa mort,, en 1457.
Religieuse âgée, Rita essaya de vivre jusqu'au bout les exigences de son état : vie de prière, obéissance, pauvreté et pénitence. Selon la légende, l'abbesse lui aurait ordonné d'arroser chaque jour un bout de bois mort afin de tester son obéissance. Ce qu'elle fit et le bois aurait donné une vigne et des grappes de raisin,. Sa réputation commenca à grandir et ceux qui s'adressèrent à elles vit leurs prières exaucées. À la suite d'un sermon sur la Passion de saint Jacques de la Marche, elle demanda à Dieu de la faire participer, dans sa chair, aux souffrances du Christ. Elle aurait été exaucée et une épine de la couronne du Christ devant lequel elle priait se serait détachée pour venir se fixer sur son front,,. C'est pourquoi on la représente avec une plaie incurable au front. Stigmatisée par cette marque, elle supporta l'épreuve qu'elle avait demandée. Sa plaie suintait en permanence et était la source d'une odeur fétide,.
Elle fut au service des plus pauvres de Cascia, qui bénéficièrent de la qualité de sa charité. Elle se rendit à Rome en 1450 pour le jubilé ou l'« année d'or » que le pape avait décidé afin de remercier Dieu d'avoir libéré le pays de toutes les guerres. À 69 ans, elle parcourt avec quelques sœurs les 180 kilomètres qui les séparaient du centre de la chrétienté.
Sur son lit de mort, Rita ne se nourrit plus que d'une hostie par jour. Elle demande à une cousine de Roccaporena qui la visite d’aller lui cueillir une rose. Bien qu’en plein hiver, la parente trouve la rose ; cet épisode est à l’origine des nombreuses représentations de la sainte répandant des roses, symbole des grâces qu’elle obtient pour ceux et celles qui font confiance en son intercession,,,. Elle meurt le 22 mai 1457, à l'âge de 76 ans. Son corps et sa plaie répandront un parfum agréable, et son corps restera incorrompu,. Dès le jour de sa mort, le peuple de Cascia proclame sainte cette « servante du Seigneur » et est l'objet d'un culte populaire, bien avant que l'Église catholique ne la reconnaisse comme telle. Le peuple de Cascia avait été témoin de miracles et de prodiges inexplicables.

## Béatification et canonisation

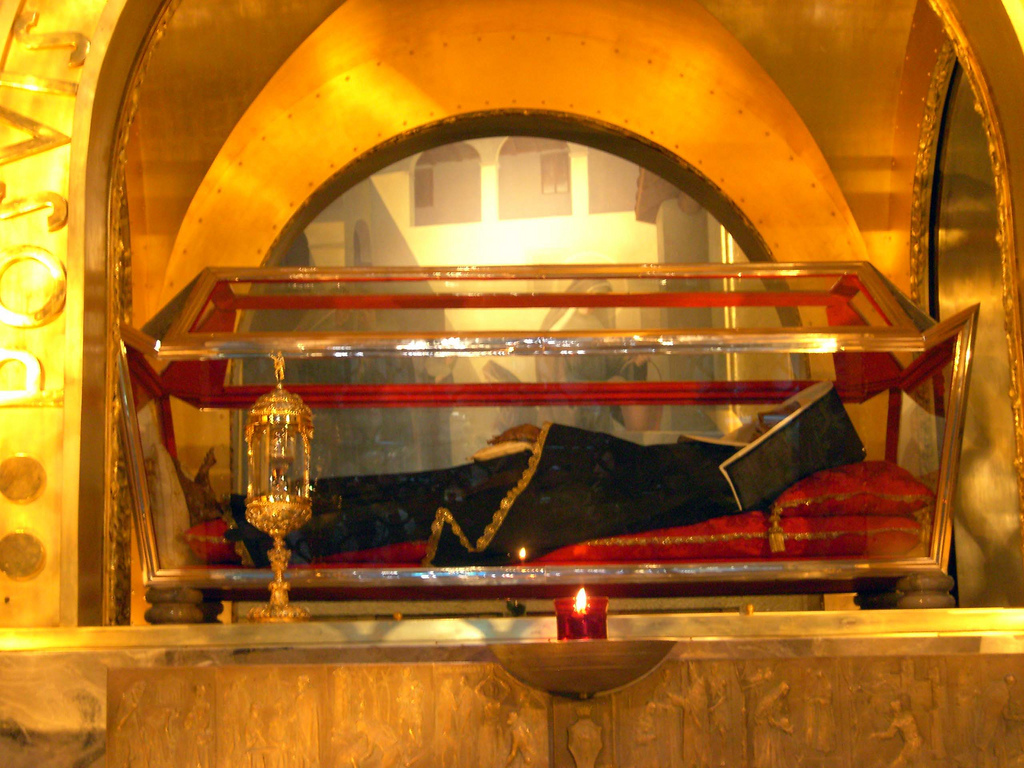
Châsse du corps de sainte Rita à Cascia.

La première biographie de la sœur Rita est parue en 1610. Elle est aussi mentionnée dans un volume sur quelques Augustiniens importants.
Elle fut béatifiée en 1628 par le pape Urbain VIII, et c'est au secrétaire particulier de ce dernier, le cardinal Fausto Poli, né à environ quinze kilomètres de Cascia, que l'on doit le développement de son culte, autorisé par le Saint-Siège à partir de 1672.
Le pape Léon XIII canonisa sainte Rita le 24 mai 1900. Elle est fêtée le 22 mai. Les trois miracles qui ont conduit à sa canonisation sont les suivants : l'incorruptibilité de son corps et l'odeur agréable qui émane de celui-ci, la guérison et le recouvrement soudain de la vue de la jeune Elizabeth Bergamini atteinte de la variole et restée quatre mois au couvent de Cascia en demandant l'intercession de la bienheureuse Rita, et enfin, la guérison complète et soudaine de Cosma Pellegrini en 1887, atteint d'une gastro-entérite catarrhale chronique et d'une affection hémorroïdaire incurable, ayant reçu une vision de Rita alors qu'il était sur son lit de mort,.

## Son corps
À Cascia, les restes mortels de la sainte sont abrités derrière une grande grille en fer forgé, dans la chapelle de style néo-byzantin qui lui est consacrée. Ils sont conservés à l’intérieur d’une châsse de verre et d'argent, dans la basilique qui a été consacrée comme église le 18 mai 1947 et érigée en basilique par le pape Pie XII le 1er aout 1955. La basilique est reliée à l'ancien monastère Sainte-Marie-Madeleine. Des études médicales ont confirmé la présence sur la zone frontale gauche de traces d'une lésion osseuse (peut-être une ostéomyélite) ; le pied droit montre des signes d'une maladie dont elle a souffert pendant ses dernières années, peut-être associée à une sciatique (elle mesurait 157 cm) ; le visage, les mains et les pieds sont momifiés, tandis que le reste du corps, vêtu de l’habit des augustines, n’est plus qu’un squelette. En mai 2017, son corps incorruptible fut sorti de son enclos de verre et un parfum de rose aurait rempli le sanctuaire.

## Patronage
Tout comme saint Jude, sainte Rita est l'avocate des « causes désespérées » et est généralement invoquée pour les cas impossibles,. Rita est aussi la sainte patronne des mariages, des couples en difficulté et des problèmes maritaux. Elle est la patronne des femmes mal mariées, des victimes de violences ou d'abus, et est aussi invoquée pour des personnes malades ou gravement souffrantes,.

## Vénération

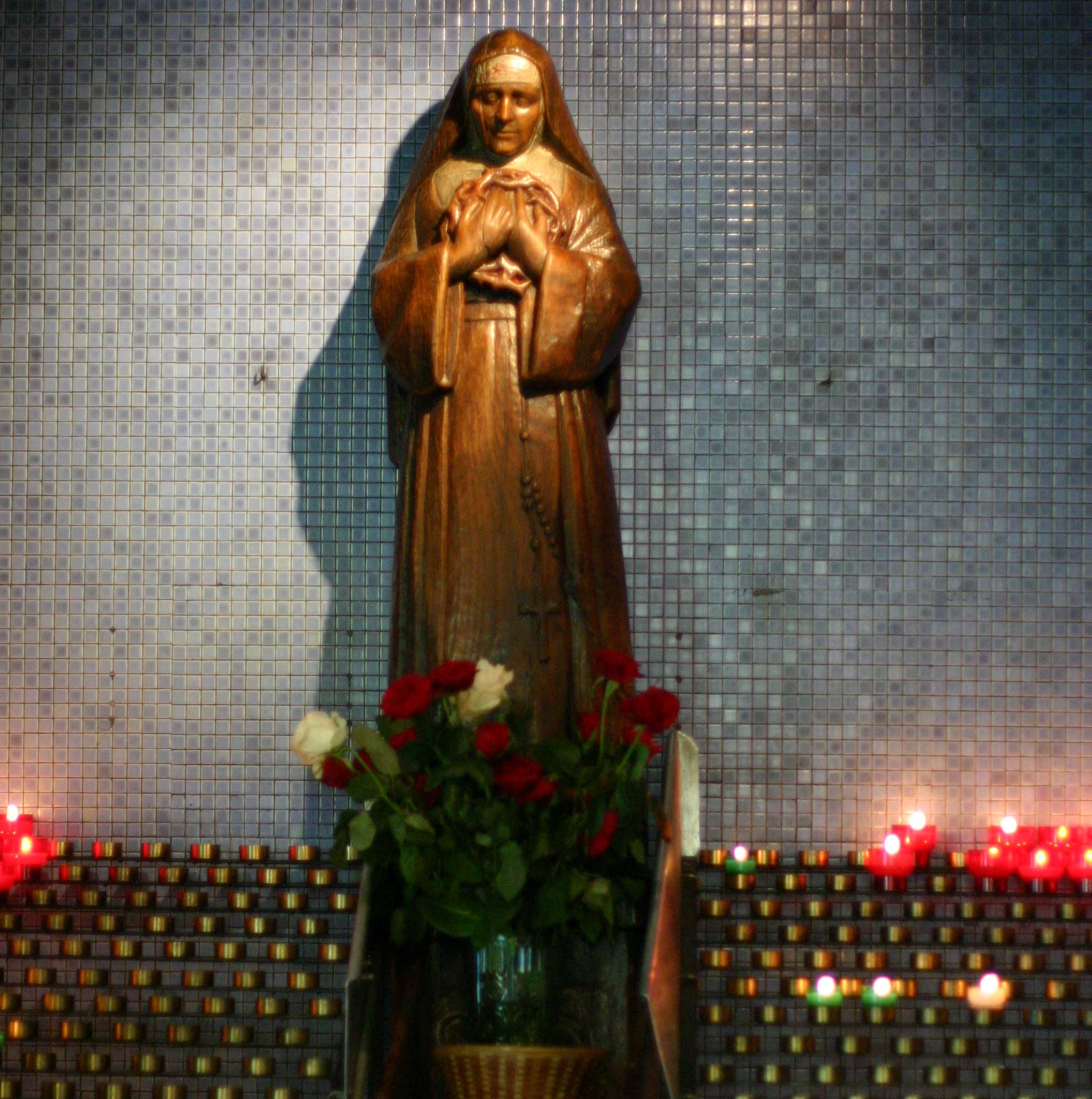
Sainte Rita de Cascia, chapelle Sainte-Rita de Paris.

### Italie
- En son honneur, un sanctuaire fut érigé à Cascia au début du XXe siècle. C'est un lieu de pèlerinage très fréquenté d'Ombrie, de même que sa maison natale. À l'entrée de Cascia, se trouve une statue de Sainte Rita. Elle a été réalisée et offerte par le sculpteur libanais Nayef Alwan. Les travaux ont été achevés en un an et la roche a été choisie du village de Tartej – une des montagnes libanaises.
- Les églises Santa Rita da Cascia alle Vergini et Santa Rita da Cascia in Campitelli (déconsacrée) à Rome, datant toutes deux du XVIIe siècle, portent également son nom.

### France
- En France, c’est à partir de Givet, dans les Ardennes, que le culte à sainte Rita s’est répandu, semble-t-il, de façon durable. Il fut sans doute introduit par des immigrés italiens. Dans l’église Saint-Hilaire, il n’y eut à l’origine qu’une statue de sainte Rita placée au-dessus d’un autel latéral. Aujourd’hui, c’est une église où l’on vient de loin en pèlerinage et où il y a plus de deux cents ex-voto[16].
- À Vendeville, près de Lille, on vénère sainte Rita depuis 1927 dans l’église Saint-Eubert. En 1930, l'église s'est vu offrir une relique de sainte Rita par la basilique de Cascia, à savoir un petit bout d'os[17]. Une guérison survenue à la suite d'une neuvaine à sainte Rita est à l’origine de la vénération à la sainte. Le 21 septembre 2023, Vendeville a été officiellement classée ville sanctuaire[17] et c’est aujourd'hui un lieu où de nombreux fidèles affluent et s'y rendent en pèlerinage[16].
- Nice constitue un autre centre de dévotion à sainte Rita en France[18]. En 1934, le père Andrea Bianco, religieux de la Congrégation des Oblats de la Vierge Marie et recteur de l’église de l’Annonciation, invita une paroissienne qui avait perdu un bijou de famille auquel elle tenait beaucoup à prier sainte Rita. Elle retrouva son bijou et, en reconnaissance, offrit à l’église une statue que le recteur installa sur le premier autel latéral près de l’entrée. En 1955, le père Cagliari, prêtre de la même Congrégation, fonda la Revue Sainte Rita qui, par sa grande diffusion (jusqu’à quarante-mille exemplaires), contribua de façon significative à faire connaître et aimer sainte Rita dans toute la France[16].Chapelle Sainte-Rita de l'église de l'Annonciation à Nice.

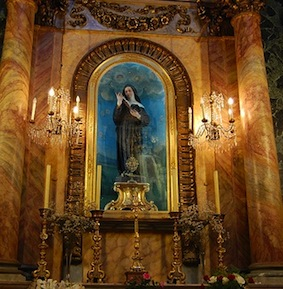
Chapelle Sainte-Rita de l'église de l'Annonciation à Nice.

- En 1950, une chapelle dédiée à sainte Rita fut inaugurée à Paris, au 65, boulevard de Clichy, à mi-chemin entre l’église de la Sainte-Trinité et la basilique du Sacré-Cœur de Montmartre[1]. Dans ce quartier particulièrement « typé » de la capitale (Pigalle), des gens de toutes conditions viennent prier et confier leur détresse à sainte Rita[16]. Paris disposait d'une autre église Sainte-Rita, dans le 15e arrondissement.
- Une église dédiée à sainte Rita se trouve aussi à Marseille, dans le quartier des Trois Lucs. En Corse, la dévotion à sainte Rita est très répandue : des statues ou tableaux de la sainte se trouvent dans de nombreuses églises de l'île.
- À Montpellier, dans la Chapelle des Pénitents Bleus[19], rue des Étuves, se trouve un autel et de nombreux ex-voto à Sainte Rita; une messe est célébrée en présence de la confrérie des pénitents bleus le samedi à 9 h le plus proche du 20 mai.
- En 2016, l'église de Tergnier dans le département de l'Aisne a accueilli une statue de sainte Rita qui reçoit les prières des fidèles.
- Le 23 avril 2017[20] à Angers (Maine-et-Loire), a été bénie une chapelle consacrée à sainte Rita, en l'église Saint-Laud, près du château du roi René.
- À Curgies dans le Nord, près de Jeanlain et Valenciennes, une chapelle adossée à l'église du village est dédiée à Sainte-Rita. Elle abrite une statue de la sainte ainsi qu'un autel et de nombreux ex-votos. De nombreux fidèles viennent s'y recueillir et allumer une bougie.
- À Bonneville en Haute Savoie, au 2397 Route de Clermont, se trouve une statuette de Sainte Rita où il est possible d'allumer une bougie
- Une statue de sainte Rita se trouve à la cathédrale Notre-Dame d’Amiens.

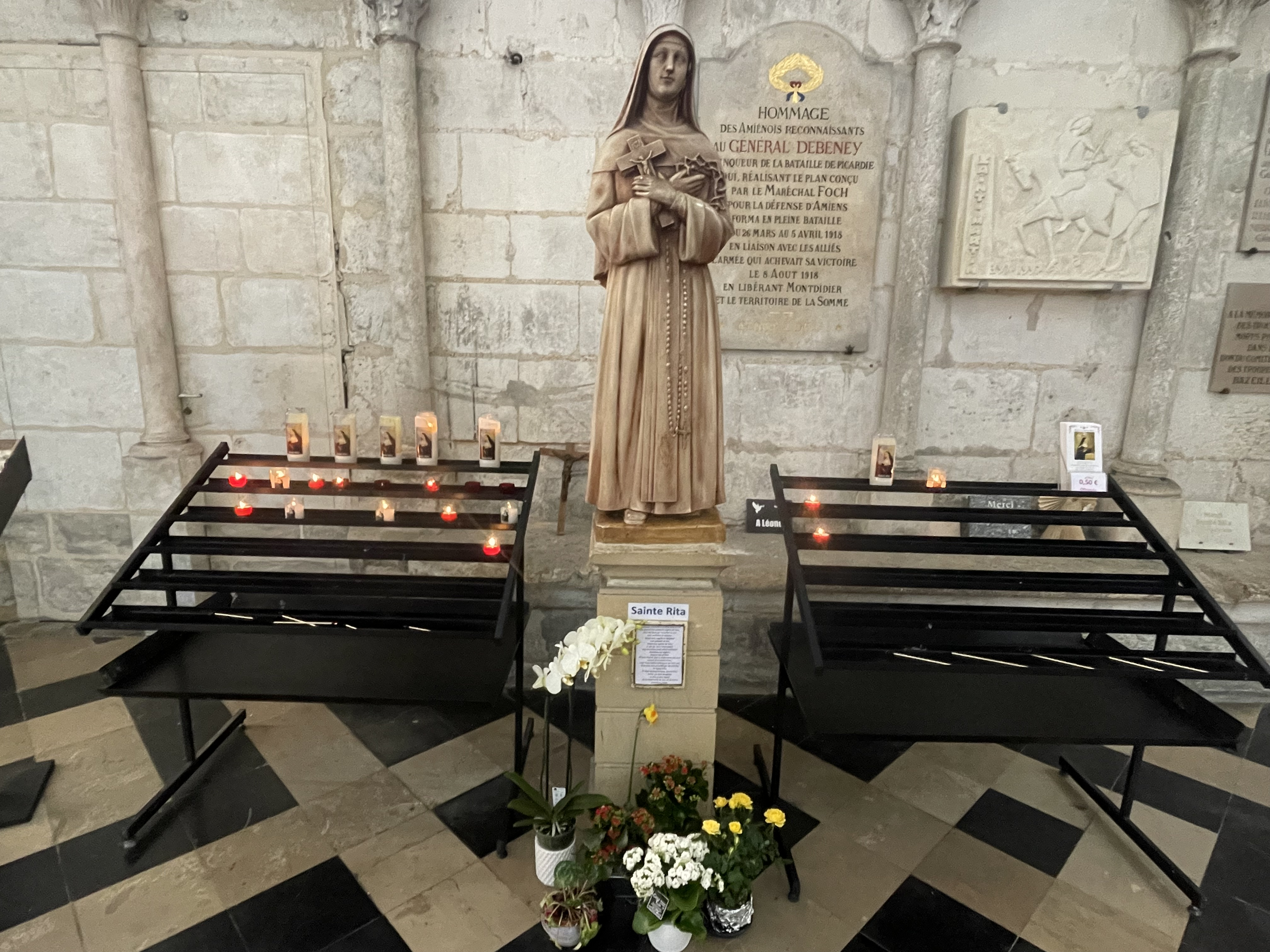
Sainte Rita - Notre-Dame d'Amiens

- Sainte Rita est également célébrée dans l’église Saint Barthélémy de Rouvenac (Val-du-Faby), dans l’Aude.

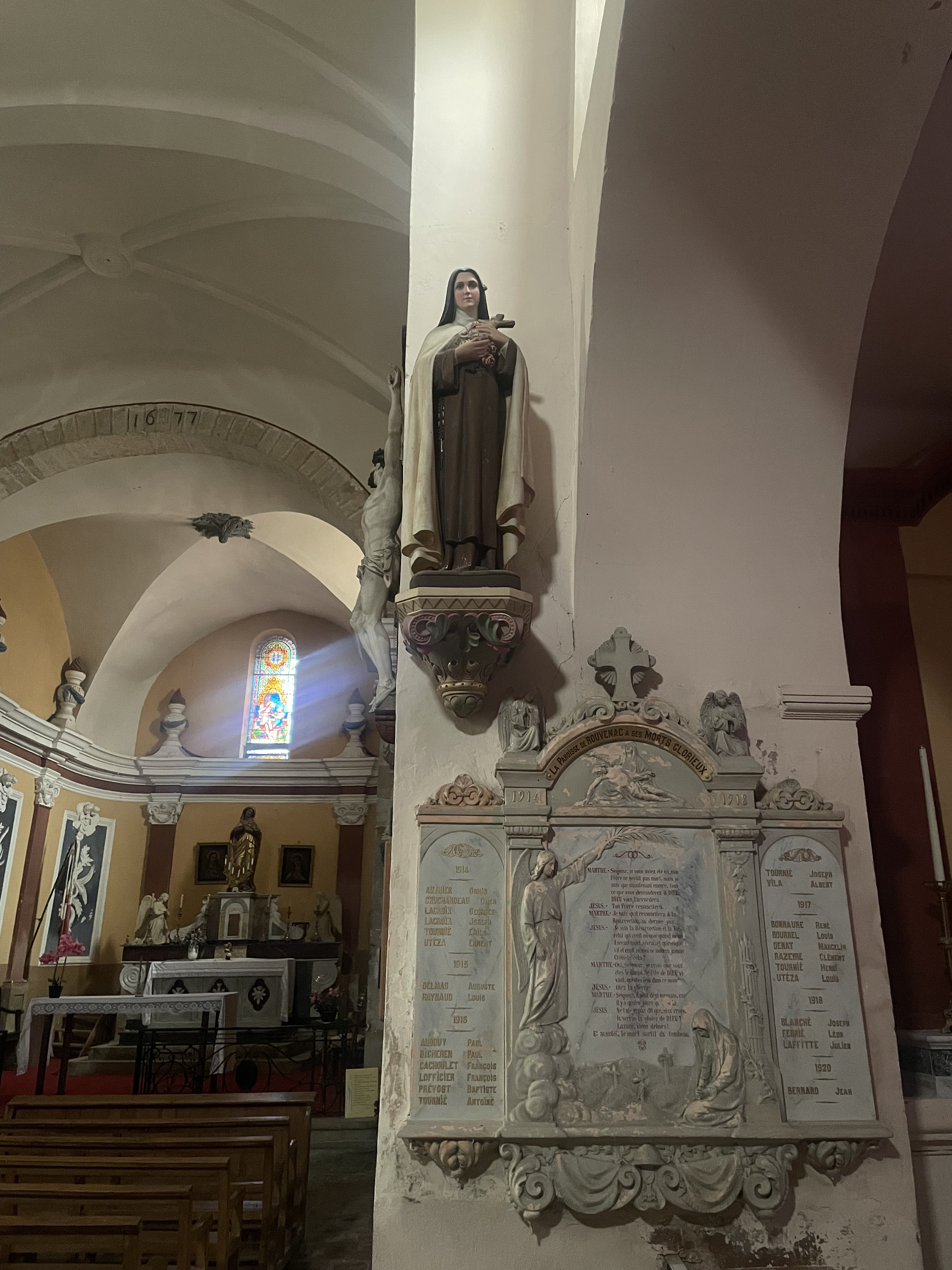
Sainte Rita - Église Saint Barthélémy de Rouvenac (Val-du-Faby)

- Un culte est rendu à Sainte Rita à l'église du Saint-Esprit d'Aix-en-Provence.

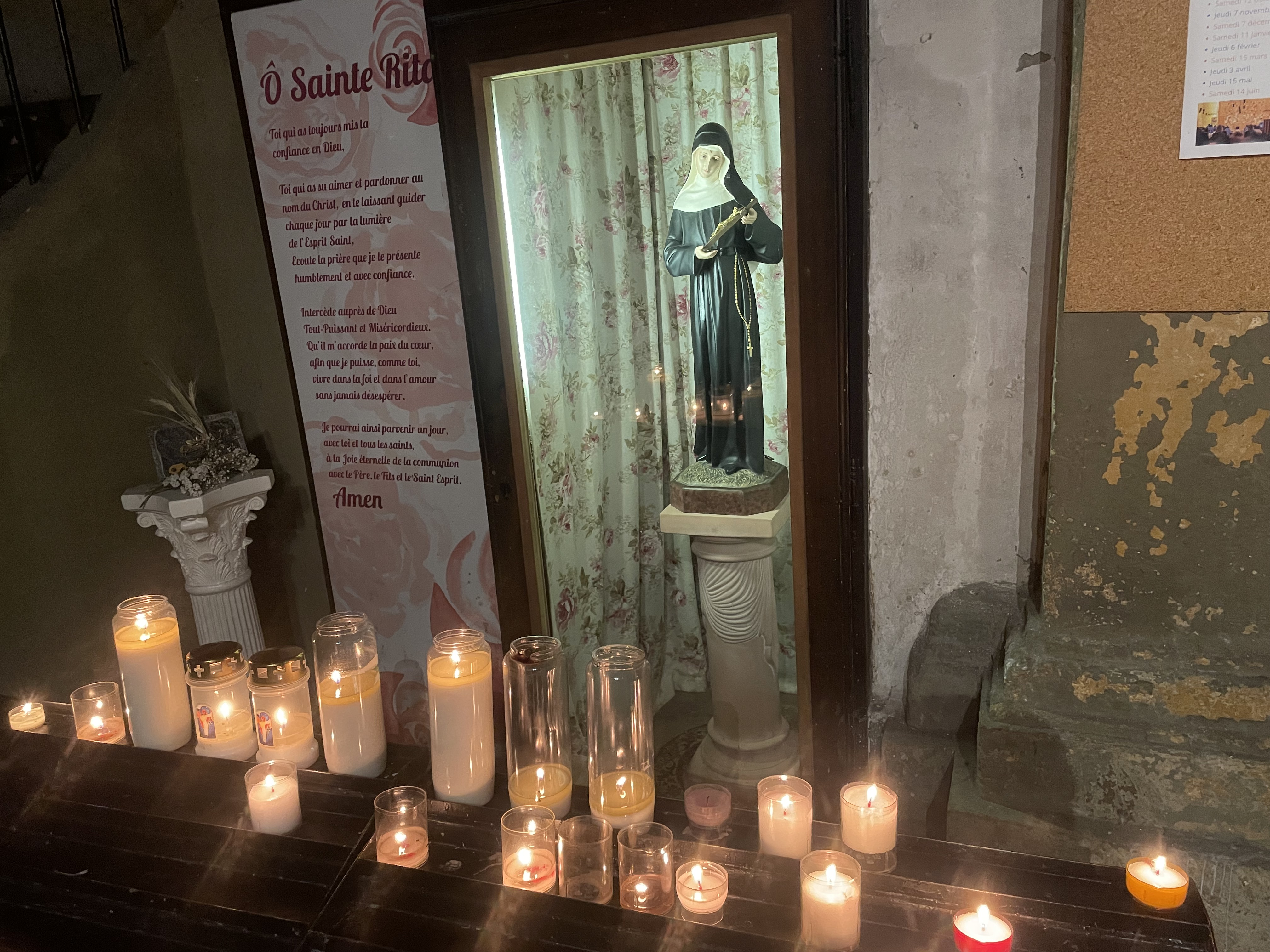
Sainte Rita - Église du Saint Esprit d'Aix-en-Provence

### Belgique
- En Belgique, à Bruxelles, une chapelle est dédiée à sainte Rita, dans l’église Sainte-Marie-Madeleine, rue de la Madeleine, près de la Gare Centrale[21].

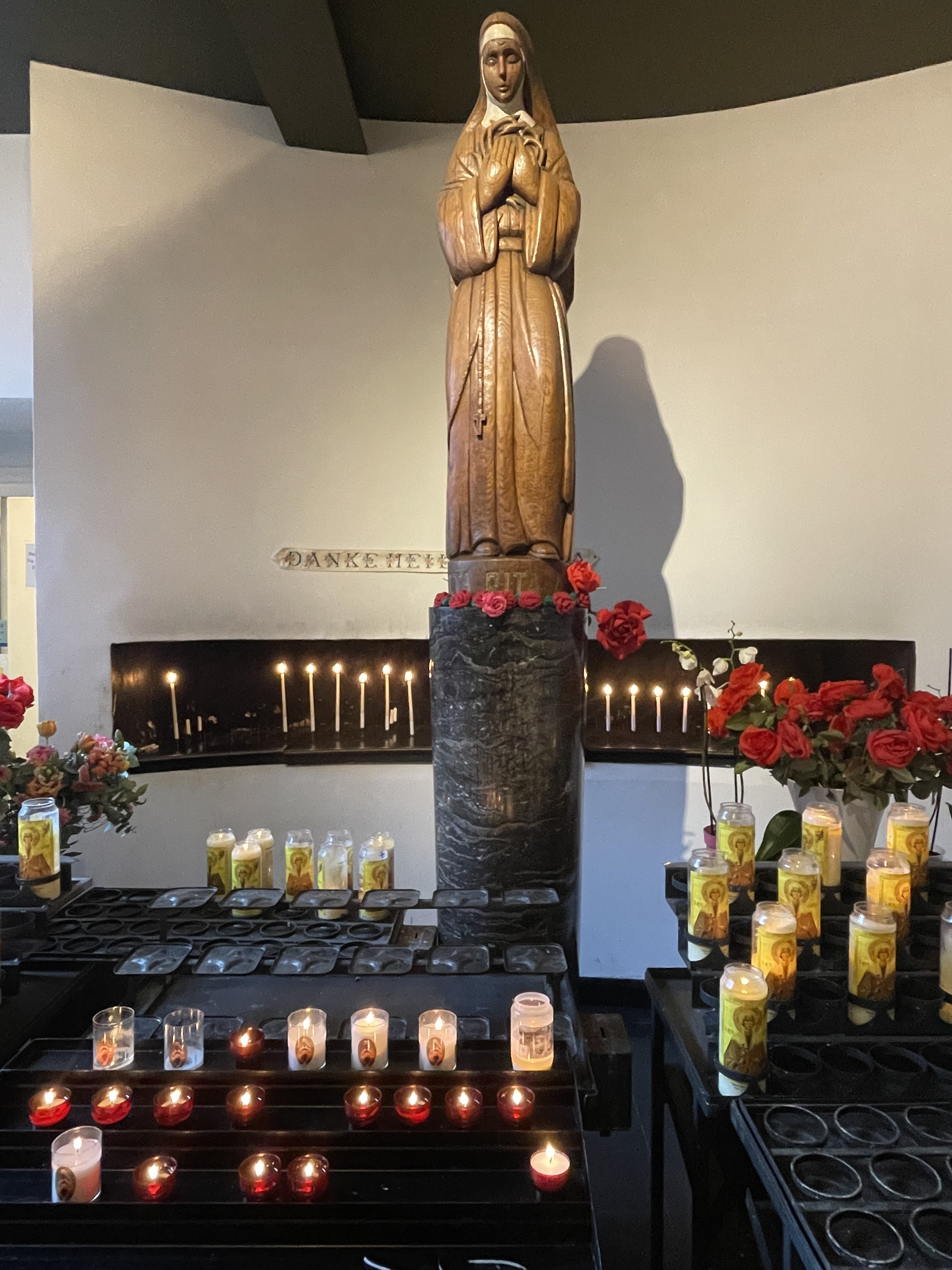
Sainte Rita - Église Sainte-Marie-Madeleine de Bruxelles

- En Flandre Occidentale, une chapelle dédiée à sainte Rita se trouve dans l'église du Sacré-Coeur à Kruiseke, un village de la commune de Wervik[22]. On trouve également une chapelle dédiée à Sainte Rita à Ninove, près du Beigembos.
- En Wallonie, deux sanctuaires lui sont dédiés:
  - le premier situé à Bouge, Diocèse de Namur, dans lequel il est possible de prier et laisser des intentions de prières. Est reconstitué dans une crypte le sarcophage et une réproduction mortuaire de la Sainte. Dans l'église, se trouvent 3 reliques de Rita ainsi qu'une de Saint Nicolas de Tolentino
  - le deuxième situé à Marchienne-au-Pont, dans lequel il est possible de la prier, de lui demander son aide, et de la remercier[23].

### Dans le reste du monde
- Au Brésil, à Santa Cruz, dans l'état de Rio Grande do Norte, une statue monumentale de sainte Rita a été inaugurée en 2010. Avec 56 mètres de haut, c'est la plus grande statue religieuse catholique au monde. Elle fait d'ores et déjà l'objet d'un grand pèlerinage[24].
- Dès 1907, une église Sainte-Rita est fondée à Philadelphie, pour satisfaire les immigrés italiens ; l’église est déclarée sanctuaire national par la Conférence des évêques catholiques des États-Unis en 2003[25].
- En Tunisie, à La Goulette (banlieue nord de Tunis), une famille de Tunis, les Merciera, offrirent en 1952 une statue de sainte Rita à l'église Saint-Augustin-et-Saint-Fidèle[26].